# Communauté de communes ChanStriVal
La communauté de communes ChanStriVal est une ancienne structure intercommunale située dans le département de l'Ain en région Auvergne-Rhône-Alpes, qui a existé de 2005 à 2012. Elle fusionne en 2013 au sein de la communauté de communes Chalaronne Centre.

## Historique
La communauté de communes est créée par l'arrêté préfectoral du 17 décembre 2004 et entre en vigueur le 1er janvier 2005. Elle fusionne avec la communauté de communes Chalaronne Centre le 1er janvier 2013.

## Composition
Elle était composée des trois communes suivantes :
1. Chaneins
2. Saint-Trivier-sur-Moignans
3. Valeins

## Compétences
- Assainissement non collectif
- Protection et mise en valeur de l'environnement
- Action sociale
- Création, aménagement, entretien et gestion de zones d'activités industrielles, commerciales, tertiaires, artisanales ou touristiques
- Action de développement économique (soutien des activités industrielles, commerciales ou de l'emploi, soutien des activités agricoles et forestières…)
- Tourisme
- Construction ou aménagement, entretien, gestion d'équipements ou d'établissements culturels, socioculturels, socioéducatifs, sportifs
- Activités périscolaires
- Activités culturelles ou socioculturelles
- Schéma de cohérence territoriale (SCOT)
- Plans locaux d'urbanisme
- Constitution de réserves foncières